# Folksgrupe
Le Folksgrupe (yiddish: פאלקסגרופע, 'Groupe du peuple') était un parti politique juif de Russie, dont la réunion fondatrice eut lieu à Vilnius en mars 1905. Les objectifs de cette organisation était de réaliser "les droits civiques, politiques et nationaux pour le peuple juif en Russie". Son nom complet était Ligue pour l'obtention des pleins droits pour le peuple juif en Russie, le nom de ses partisans était Dostizhentsi (de Достижение, dostizheniye, 'obtention'),,.
Dirigé par trois avocats de premier plan, Maxim Vinaver, Oscar Gruzenberg et Henrik Sliozberg, il rassemblait des éléments libéraux du Parti cadet. Le parti exigeait l'égalité des droits civiques, l'abolition des lois imposant des discriminations envers les Juifs, des droits linguistiques (le droit d'avoir accès à une scolarisation en yiddish ou en hébreu) et l'indépendance des institutions religieuses. Par contre, il ne défendait pas l'autonomie nationale pour les Juifs, au contraire du Folkspartei,,.
Le bureau central du Folksgrupe était situé à Saint-Pétersbourg. La moitié du bureau était basée dans la ville, l'autre en province.
Les sionistes et Simon Dubnow, dirigeant du Folkspartei, en vinrent à accuser le Folksgrupe de favoriser l'assimilation. Dubnow avait fait partie du groupe à ses débuts, et avait même siégé à son bureau central. Le parti réussit toutefois à trouver un terrain d'entente avec le Bund dans son opposition au sionisme,.
Le groupe aurait joué un rôle de premier plan dans le gouvernement provisoire russe. Aux élections de 1917, il recueillit environ 1 % du vote juif.